# Consuelo Castiglioni
Consuelo Castiglioni (* 1959) ist eine italienische Modemacherin.
1994 gründete sie mit ihrem Ehemann Gianni Castiglioni die inzwischen international bekannte Modemarke Marni. Ende 2016 zog sich die Castiglioni-Familie aus dem Unternehmen zurück.

## Leben
Castiglioni ist zum Teil chilenischer Abstammung und wuchs in Lugano im schweizerischen Tessin auf. Obgleich sie keine Ausbildung in der Modebranche erhielt, gründete sie zusammen mit ihrem Mann Gianni Castiglioni 1994 die Modefirma Marni S.r.l. in Mailand und übernahm den Posten der Kreativdirektorin. Marni war anfangs als junge Zweitlinie des Pelzmodeunternehmens mit Namen Ciwifurs, das Gianni Castglionis Vater 1950 gegründet hatte, gedacht gewesen.
Consuelo Castiglioni machte sich in den folgenden Jahren als Marni-Kreativdirektorin international einen Namen mit intelligenten Entwürfen, die von kräftigen Farben, geometrischen Prints, modernen Formen und Schnitten, zum Teil im Vintage-Stil, sowie unkonventionellen Materialien geprägt waren. Die luxuriös-moderne Einrichtung der Marni-Boutiquen, deren Anzahl im Laufe der Zeit auf um die 100 weltweit anwuchs, wurde von Castiglioni persönlich gestaltet. Unter Castiglionis Leitung ging das Unternehmen 2012 eine Kooperation mit H&M ein.
Ende 2016 zog sich Castiglioni mit dem Rest ihrer Familie aus dem Unternehmen Marni vollständig zurück, nachdem Marni bereits 2012 mehrheitlich von dem Diesel-Gründer Renzo Rosso und dessen italienischer Only The Brave Holding (OTB) übernommen worden war. 2018 lancierte die Castiglioni-Familie eine neue Modemarke namens Plan C.